# 根瑟恩多夫县

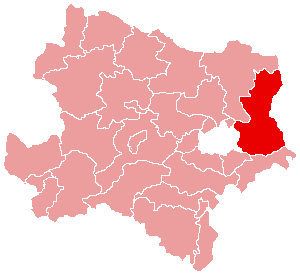
根瑟恩多夫县在下奥地利州的位置

根瑟恩多夫县（德語：Bezirk Gänserndorf）是奥地利下奥地利州所辖的一个县。总面积1271.3平方公里，总人口88475，人口密度70人/平方公里（2012年）。行政中心位于根瑟恩多夫。

## 行政区域
根瑟恩多夫县辖有44个市镇。